# Juan José Oré
Juan José Oré Herrera, né le 12 juin 1954 à Lima (Pérou), est un footballeur péruvien, aujourd'hui devenu entraîneur.

## Biographie

### Carrière de joueur
Oré a joué professionnellement au football dans son pays au Pérou, mais également en Grèce (Panathinaïkos, OFI Crète) et au Chili (Deportes Iquique). Il a remporté deux fois le titre de champion du Pérou avec l'Universitario de Deportes.
Meilleur buteur du championnat du Pérou en 1978 avec l'Universitario de Deportes puis du Chili en 1988 avec le Deportes Iquique, il termine également meilleur buteur de la Copa Libertadores 1979 avec 6 buts.
Oré a joué en tout quatre matchs internationaux avec l'équipe du Pérou en 1979.

### Carrière d'entraîneur
Oré gagne une certaine notoriété au Pérou en qualifiant l'équipe des moins de 17 ans à la Coupe du monde U17 de 2007 en Corée du Sud où la sélection se hisse en quarts-de-finale. Cette équipe, emmenée par le talentueux Reimond Manco, sera baptisée par la presse locale du nom de Los Jotitas en son honneur (Jota Jota étant le surnom d'Oré dans le milieu du football).
Par la suite, il prend les rênes de la sélection des moins de 15 ans qu'il conduit à la victoire lors du championnat d'Amsud des moins de 15 ans de 2013. Il termine en beauté l'année suivante en remportant la médaille d'or à l'occasion des Jeux olympiques de la jeunesse de 2014 à Nankin.

## Palmarès

### Palmarès de joueur
| Universitario de Deportes - Championnat du Pérou (2) : - Champion : 1974 et 1982. - Meilleur buteur : 1978 (19 buts). - Copa Libertadores : - Meilleur buteur : 1979 (6 buts). |  | Deportes Iquique - Championnat du Chili : - Meilleur buteur : 1988 (18 buts). |

### Palmarès d'entraîneur
Pérou -15 ans
- Championnat de la CONMEBOL -15 ans (1) :
  - Vainqueur : 2013.
- Jeux olympiques de la jeunesse (1) : 
  - Vainqueur : 2014.